# Tekla Zalewska
Tekla Zalewska (ur. 12 stycznia 1815 w Jędrzejowie, zm. 1889 w Siedlcach) – uczestniczka powstania styczniowego w oddziale Kazimierza Konrada Błaszczyńskiego, zesłana na Sybir.

## Życiorys
Była córką Antoniego i Marii z Goniewskich małżonków Lemańskich. W 1835 poślubiła znacznie starszego Piotra Zalewskiego, byłego żołnierza napoleońskiego. Mieszkali w Radomiu. Zalewska została wezwana przed oblicze gubernatora, gdy miasto obiegła plotka o jej proroczym śnie, w którym biło się ze sobą 6 słońc, a gdy do walki wkroczyło siódme, starcie zakończyło się widokiem Polaków w czamarkach wołających: Wiwat, czegośmy pragnęli, tegośmy dokonali. Zagrożono jej karą, jeśli plotka nie ucichnie. Odtąd znajdowała się pod nadzorem carskich służb.
Po śmierci męża zamieszkała w Warszawie. Nie przyznano jej emerytury po mężu, ale dzięki zapomodze, o którą wniosła do Napoleona III z polecenia życzliwych jej państwa Stuartów, otworzyła restaurację. Jej usytowanie w przechodnim domu Róstera umożliwiało wykorzystanie budynku dla patriotycznej działalności konspiracyjnej. Intensywne śledztwo, którym została objęta, zmusiło ją do wyprowadzki z Warszawy i zamieszkania w Miechowie u siostry Marii Jurkowskiej.
Zorganizowała pielgrzymkę z Miechowa do klasztoru cystersów w Jędrzejowie. Wezwała uczestników, by na usypanych wcześniej kopcach przy drodze ustawili krzyże. W chwili zagrożenia konfrontacją z żandarmami carskimi przejęła inicjatywę i wezwała tłum do oporu. 
Po jakimś czasie przeprowadziła się do Krakowa. W gronie młodzieży urządzała patriotyczne spotkania. Zagrożona aresztem, w przebraniu przekroczyła granicę rosyjską i wróciła do Miechowa. Jej działalność patriotyczna skutkowała kilkukrotnym więzieniem, m.in. w Radomiu. Prowadziła agitację patriotyczną w powiatach miechowskim, jędrzejowskim i olkuskim. Przemawiając, zakładała na siebie gruby łańcuch symbolizujący Polskę pod zaborami.
Tuż przed kolejnym aresztowaniem zaciągnęła się do oddziału Kazimierza Konrada Błaszczyńskiego. Walczyła w oddziale aż do śmierci „Bogdana Bończy”. W dniu 18 czerwca 1863 wiozła ciężko rannego  „Bończę”, by go ukryć. Zostali pochwyceni przez kozacki patrol. Zalewską trafiła do X Pawilonu Cytadeli Warszawskiej. W dniu 31 marca 1864 została wywieziona do guberni kostromskiej.
Na Syberii spędziła 5 lat. Została zwolniona dzięki amnestii. Wróciła częściowo pieszo. Z powodu zakazu powrotu do kraju zamieszkała w Paryżu. Po kilku latach pozwolono jej wrócić do Warszawy. Po jakimś czasie przeniosła się do Siedlec. Zamieszkała u siostrzenicy Józefy Dąbrowskiej.
Została pochowana w Siedlcach.